# Rishi Pahar
Rishi Pahar és una muntanya de la gran serralada de l'Himàlaia. Es troba al districte de Pithoragarh de l'estat d'Uttarakhand, a l'Índia. Es troba a l'angle nord-est de l'anell dels cims que envolten el Nanda Devi i a l'extrem est del Parc Nacional de Nanda Devi, just al sud del Tirsuli i l'Hardeol.
El cim s'aixeca fins als 6.992 msnm i té una prominència de 622 metres. Una cresta l'uneix al sud-est amb el Saf Minal (6.911 metres) i el Kalanka (6.931 metres). Cap al nord-nord-est està connectat amb l'Hardeol (7.151 metres) mitjançant una carena de 3,3 km de llargada. La glacera Milam es troba al seu vessant est i la Bagini al vessant nord-oest.
La primera ascensió va tenir lloc el 27 de setembre de 1975 pels japonesos Jiro Imai i Meiro Hagiwara per l'aresta oest.